# إدارة محفظة الخدمات
إدارة محفظة الخدمات (مكتبة البنية التحتية لتقانة المعلومات) (بالإنجليزية: Service Portfolio)‏ هي إدارة مجموعة الخدمات ، حيث تسرد هذه الحافظة المعلومات المتعلقة بالخدمة وحالتها الحالية، بالإضافة إلى تاريخ كل خدمة.
يتم عرض مجموعة الخدمات في ثلاثة أجزاء:
كتالوج الخدمة
يوفر نظرة عامة على جميع الخدمات المرئية والقابلة للشراء للعملاء.
خط أنابيب الخدمة
هو الذي يلتقط حالة أي خدمات لم يتم تفعيلها بعد ومرئيًا للعملاء ، يوضح قطاع المحفظة هذا تفاصيل النمو المستقبلي والجدول الزمني لكل خدمة.
كتالوج الخدمات المتقاعد
هو الذي يفصل جميع الخدمات التي تم إيقافها ويخزن أي معلومات تاريخية أساسية.